# Điện thoại chụp hình
Điện thoại chụp hình là một điện thoại di động có khả năng chụp ảnh và thường kèm khả năng ghi lại video thông qua một hoặc hai máy ảnh số có sẵn. Điện thoại máy ảnh đầu tiên đã được bán vào năm 2000 tại Nhật Bản, Sharp J-SH04 J-Phone model, mặc dù một số người cho rằng SCH-V200 và Kyocera VP-210 Visual Phone, cả hai được giới thiệu vài tháng trước đó tại Hàn Quốc và Nhật Bản tương ứng, là những điện thoại chụp hình đầu tiên.
Hầu hết các điện thoại máy ảnh đơn giản hơn các máy ảnh kỹ thuật số riêng biệt. Ống kính có focus cố định thông thường và các bộ cảm biến nhỏ hơn giới hạn hiệu suất của chúng khi ánh sáng kém. Không có màn đóng vật lý, một số có độ trễ màn trập dài. Photoflash thường được cung cấp bởi nguồn LED chiếu sáng ít hơn trong thời gian phơi sáng dài hơn nhiều so với đèn flash nhấp nháy sáng và gần tức thời. Ống kính zoom và vít chân thường hiếm hoi và không có chỗ cắm dư nào để gắn một đèn flash bên ngoài. Một số cũng thiếu kết nối USB hoặc một thẻ nhớ gắn ngoài. Hầu hết chúng có hỗ trợ Bluetooth và WiFi, và có thể làm ảnh geotagged. Một số điện thoại máy ảnh đắt tiền hơn chỉ có một vài trong số những bất lợi kỹ thuật này, nhưng với cảm biến ảnh lớn hơn (một vài loại có cảm biến lên đến 1 "), khả năng của chúng có thể tiếp cận các máy ảnh chỉ và chụp mức thấp. Trong thời đại điện thoại thông minh, sự gia tăng doanh số điện thoại máy ảnh đã tăng đều đặn đã khiến doanh số bán máy ảnh điểm và chụp đạt đỉnh điểm vào năm 2010 và giảm sau đó. Hầu hết các dòng sản phẩm đều cải tiến ống kính mỗi năm một lần.